# Moja walka (powieść Karla Ovego Knausgårda)
Moja walka (norw. Min kamp) – powieść autobiograficzna Karla Ovego Knausgårda w sześciu księgach (dziesięciu częściach), wydana w latach 2009-2011, obejmująca treścią czas od jego dzieciństwa, przez nastoletniość, po dorosłość, napisana w swobodnym układzie chronologicznym. W polskim przekładzie obejmuje przeszło 4,5 tys. stron.
Tytuł prowokacyjnie nawiązuje do Mein Kampf Adolfa Hitlera, której treść, jak i biografia samego jej autora (obok analizy wiersza Ścieśnienie Paula Celana), stanowi temat znacznej części zawartego w książce eseju z księgi szóstej, pt. Imię i liczba. Autor przyznaje się w nim, że na tytuł powieści wybrał Moją walkę, nie przeczytawszy wcześniej manifestu Hitlera pod tym samym tytułem. Ruth Franklin twierdzi, że tytułowa walka dotyczy przede wszystkim wyzwania, jakim jest wykreowanie przez autora siebie jako artysty.
W książce ze swobodą Knausgård opisuje wstydliwe, prywatne wydarzenia życia swojego i bliskich. Część ich imion i nazwisk, a także nazwy miejscowości, w których toczą się wydarzenia, zostały zmienione lub usunięte zgodnie z sugestią prawników oraz samych zainteresowanych, którym autor przedłożył przed wydaniem tekst powieści. Nota bene groźba procesu sądowego ze strony jednego z bohaterów książki, tj. Gunnara, stryja Karla Ovego, pojawia się jako jeden z głównych tematów ostatniej księgi cyklu. Mimo że ojciec Karla Ovego jest jednym z najważniejszych bohaterów powieści, jego imię, Kai Åge Knausgård, pojawia się dopiero w ostatniej księdze cyklu. Jak sam autor mówi z jednym z wywiadów wokół swojej książki:

Są rzeczy, których nie powinieneś mówić. Uczy się nas "To jest złe, tamto jest złe, nie powinieneś myśleć w ten sposób". Ale ta różnica bardzo mnie interesuje, różnica między tym, co powinieneś robić, a tym, co rzeczywiście robisz. Oczywiście łatwo uznać to za prowokację, a ludzie myślą, że jesteś seksistą, ale tak nie jest. Opisuję jedynie życie. Być może żyję w zły sposób, ale sprawia to, że pisanie o nim jest znacznie ciekawsze, niż gdybym żył dobrze [właściwie].

Ostatni tom, co nietypowe dla powieści, zamyka bibliografia cytowanych i omawianych dzieł z eseju Imię i liczba. Wśród autorów pojawiają się m.in.: Giorgio Agamben, Hannah Arendt, Jorge Luis Borges, Hermann Broch, Paul Celan, Jacques Derrida, René Girard, Martin Heidegger, Ernst Jünger, James Joyce, Victor Klemperer, Bruno Latour, Emmanuel Levinas, Rainer Maria Rilke i Peter Sloterdijk, a w samym eseju – niewymienieni w spisie: Friedrich Hölderlin, Theodor Adorno i Max Horkheimer.
Powieść doceniona została za bezpośredniość przekazu i surowość stylu, dające poczucie – jak mówi Zadie Smith – jakby pisanie i życie zdarzały się jednocześnie, pozwalające na immersję w takim stopniu, że żyje się jego [Knausgårda] życiem razem z nim.

## Podział treści
Dziesięć części powieści podzielone jest między 6 tomów (ksiąg). Ostatnia księga obejmuje czas kończenia redakcji tekstu poprzednich części i ich publikacji.
| Rok wydania w oryg. (norw.) | Księgi (woluminy wydawnicze) | Części (podział odautorski) |
| --------------------------- | ---------------------------- | --------------------------- |
| 2009                        | Księga pierwsza              | Część 1                     |
| 2009                        | Księga pierwsza              | Część 2                     |
| 2009                        | Księga druga                 | Część 3                     |
| 2009                        | Księga trzecia               | Część 4                     |
| 2010                        | Księga czwarta               | Część 5                     |
| 2010                        | Księga piąta                 | Część 6                     |
| 2010                        | Księga piąta                 | Część 7                     |
| 2011                        | Księga szósta                | Część 8                     |
| 2011                        | Księga szósta                | Imię i liczba               |
| 2011                        | Księga szósta                | Część 9                     |